# Lavinia Miloșovici

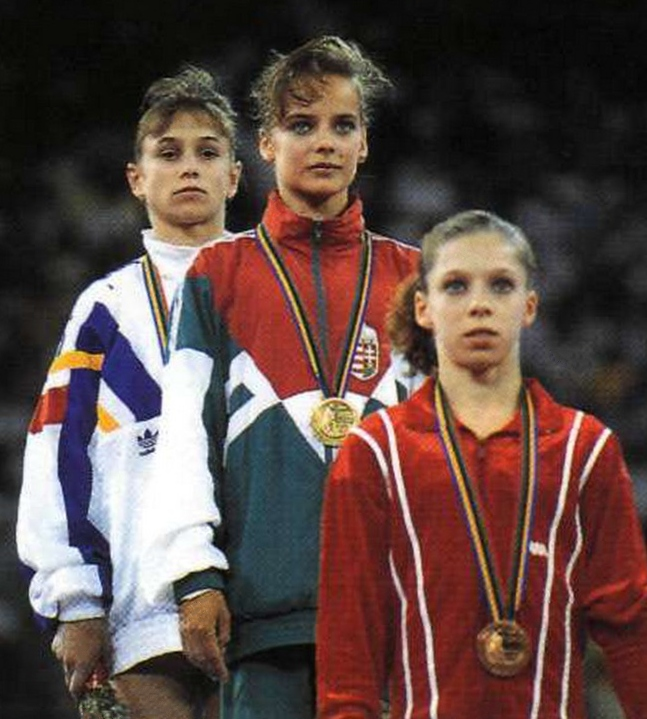
Lavinia Miloșovici (links) bei den Olympischen Spielen 1992

Lavinia Corina Miloșovici, serbisch-kyrillisch Лавинија Милошевић, Lavinija Milošević (* 21. Oktober 1976 in Lugoj, Kreis Timiș) ist eine ehemalige rumänische Kunstturnerin.

## Leben
Lavinia Miloșovici stammt aus einer sportlichen Familie. Die Mutter Ildiko Miloșovici war als Volleyballspielerin, der Vater Tănase Miloșovici als Ringer erfolgreich. Sie begann im Alter von sechs Jahren mit dem Turnen und wechselte schnell ins nationale Trainingszentrum der Kunstturner nach Deva. Eine Scharlacherkrankung im Alter von zehn Jahren beendete ihre Karriere beinahe frühzeitig. Während der rumänischen Revolution 1989 war der Trainingsstützpunkt zeitweise geschlossen. Seit 1990 trat Miloșovici für Rumänien in internationalen Wettkämpfen an. Bei der Junioren-Europameisterschaft 1991 gewann sie zweimal Gold.
Seit 1991 startete Miloșovici auch im Seniorenbereich. Schon in ihrer ersten Saison gewann sie den Allround-Titel bei den rumänischen Meisterschaften. Bei der Weltmeisterschaft 1991 in Indianapolis gewann die Rumänin ihre erste Goldmedaille im Sprung sowie Bronze mit der Staffel. 1992 folgte Gold am Barren in Paris. Sehr erfolgreich verliefen die Olympischen Sommerspiele 1992 in Barcelona. Miloșovici gewann die Goldmedaillen im Sprung und am Boden, Silber mit dem Team und Bronze im Mehrkampf. Am Boden konnte sie eine glatte Note Zehn aller Wertungsrichter erturnen. Die Goldmedaille im Sprung teilte sie sich mit der Ungarin Henrietta Ónodi. Auch die Weltmeisterschaft 1993 in Birmingham verlief erfolgreich. Am Schwebebalken gewann die Athletin Gold, Bronze beim Sprung. 1994 kam in Dortmund eine Goldmedaille mit dem Team dazu, sowie in Brisbane Silber im Mehrkampf und am Boden sowie Bronze im Sprung. Bei der Europameisterschaft des Jahres in Stockholm gewann sie Gold mit der Staffel und im Sprung, Silber am Boden sowie Bronze am Schwebebalken. Die letzte Goldmedaille bei einer Weltmeisterschaft gewann Miloșovici 1995 mit der Staffel in Sabae. Im Mehrkampf kam Bronze hinzu. Höhepunkt des Jahres 1996 waren die Olympischen Spiele von Atlanta, wo Miloșovici aufgrund von Verletzungen nicht auf der Höhe ihrer Leistungsfähigkeit war. Sie gewann Bronze mit der Staffel und im Mehrkampf. Bei der Weltmeisterschaft des Jahres in San Juan kam Bronze am Boden, bei der EM in Birmingham Gold mit der Staffel und am Boden sowie Bronze im Mehrkampf hinzu. Im Sommer 1997 trat Miloșovici vom Leistungssport zurück und kehrte nach Lugoj zurück, wo sie Trainerin wurde und an der Sporthochschule von Timișoara studierte.
Internationales Aufsehen erregte Lavinia Miloșovici 2002, als sie mit ihren früheren Teamkolleginnen Corina Ungureanu und Claudia Presăcan für ein japanisches Magazin nackt posierte. Kurz darauf wurden auch DVDs produziert, wo die drei Sportlerinnen gezeigt wurden, wie sie mit freiem Oberkörper Turnübungen durchführten, sowie weitere Bildserien für das japanische Magazin „Shukan Gendai“. Da die drei dabei mehrfach in den offiziellen Nationaltrikots Rumäniens auftraten, wurden alle drei bis 2007 vom rumänischen Verband als Trainerinnen und Preisrichterinnen gesperrt. Der japanische Juniorenturnverband weigerte sich danach, rumänische Turnerinnen für einen internationalen Wettkampf in Japan zuzulassen.
Seit 1999 ist Miloșovici mit einem Polizisten verheiratet. Die Tochter des Paares kam 2004 mit einem zu niedrigen Apgar-Score zur Welt und verstarb am 12. Oktober 2008.
Miloșovici wurde 2011 in die International Gymnastics Hall of Fame aufgenommen.